# История почты и почтовых марок Южной Георгии и Южных Сандвичевых Островов
История почты и почтовых марок Южной Георгии и Южных Сандвичевых Островов охватывает развитие почтовой связи на этой заморской территории Великобритании в Южной Атлантике с начала XX века до настоящего времени и может быть условно разделена на три периода:
- с момента организации почты британской коронной колонии Зависимые территории Фолклендских островов (ЗТФО) до выпуска почтовых марок специально для Южной Георгии (1909—1944),
- после появления собственных почтовых марок (1944—1985),
- после преобразования ЗТФО в нынешнюю заморскую территорию (с 1985).

## Марки Фолклендов
Первое почтовое отделение на Зависимых территориях Фолклендских островов было открыто на острове Южная Георгия в Грютвикене в декабре 1909 года одновременно с учреждением там постоянного офиса местной администрации, предусмотренной Патентным письмом 1908 года. С этого времени Южная Георгия, окрестные архипелаги и соответствующая часть материковой Антарктиды (Земля Грейама) официально стали частями образованной британской колонии. Кроме того, в 1912—1931 годах работало ещё одно отделение почты на острове Десепшен (Южные Шетландские острова).
Из практических соображений эти земли использовали почтовые марки расположенных в 1,39 тыс. км к западу Фолклендских островов и административно управлялись оттуда — тамошним губернатором и Законодательным советом. Однако в политическом и экономическом смысле ЗТФО обладали отдельным статусом. Поскольку из-за открытия в 1914 году Панамского канала для транзитных океанских судов исчезла необходимость посещать столь высокие широты, чтобы обогнуть мыс Горн, регулярное почтовое сообщение с Фолклендами и Южной Георгией с этого года прекратилось.
Между тем, согласно данным первой переписи населения, проведённой в колонии 31 декабря 1909 года, было зарегистрировано 720 постоянных жителей, включая трёх женщин и одного ребёнка. В последующие годы здесь проживало около 1 тыс. человек летом (в некоторые годы более 2 тыс.) и примерно 200 зимой. Из-за прекращения в 1960-х годах промысла морских животных (тюленей и китов) население сократилось до 20—30 человек.
Остальные территории колонии были и остаются необитаемы, за исключением меняющегося вахтовым методом персонала научно-исследовательских станций.
В 1923 году из-за нехватки однопенсовых почтовых марок Фолклендов на Южной Георгии в почтовое обращение были выпущены диагональные бисекты номиналом в 2½ пенса выпуска 1912 года. Регулярное сообщение колонии с внешним миром было возобновлено в 1927 году.
В 1930-е — 1940-е годы Южной Георгии посвящались почтовые марки в рамках общих тематических выпусков Фолклендских островов.

## Собственные марки
В 1944 году Royal Mail впервые эмитировала серию стандартных марок Фолклендских островов с красными надпечатками для каждой из их зависимых территорий по отдельности — для Земли Грейама, о́строва Южная Георгия[≡], Южных Оркнейских и Южных Шетландских островов.
С 1946 года почтовые выпуски Зависимых территорий Фолклендских островов (Falkland Islands Dependencies) стали общими, причём до 1954 года там параллельно использовались и марки самих Фолклендов высоких номиналов (от 1 шиллинга).

### Выделение БАТ
В марте 1962 года постановлением Тайного совета на землях, подпадавших под действие вступившего в том году в силу Договора об Антарктике, южнее 60° ю. ш. была создана отдельная колония — Британская антарктическая территория (БАТ). При этом земли севернее 60-й параллели (то есть Южная Георгия и Южные Сандвичевы острова) остались в прежнем статусе Зависимых территорий Фолклендских островов. С 1963 года для БАТ выпускаются собственные марки. С июля того же 1963 года особые почтовые марки эмитируются и для Южной Георгии.
В 1960-е годы эмиссии почтовых марок Южной Георгии носили спорадический характер, а с 1970-х годов стали регулярными. Обычный тираж каждого из первых выпусков — 200—250 тыс. экземпляров.
Изображения на первой собственной почтовой марке[^] Южной Георгии номиналом в полпенса (½d) был удостоен северный олень. Десять особей этого животного были завезены на остров китобоями в 1911 году из Норвегии для разведения ради свежего мяса. До 1925 года были выпущены ещё две партии северных оленей, в том числе и в другой части острова.
Они прижились, и за полвека олень превратился в настоящий символ колонии, он, в частности, изображён на её гербе и флаге. Однако с уменьшением постоянного населения Южной Георгии почти до нуля во второй половине XX века на оленей перестали охотиться и, в отсутствие естественных хищников, животные размножились и стали выедать скудную островную растительность и разорять гнездовья. Олени занимали два полуострова Южной Георгии, отделённые ледниками. С отступлением ледников появилась угроза распространения животных по всему острову.
С 2000 года часть оленей переселили на Фолклендские острова, где они теперь успешно размножаются. В 2012 году властями было принято решение об окончательном уничтожении трёхтысячного стада ради спасения экосистемы. Истории северных оленей на острове, от появления до уничтожения, посвящена серия марок, выпущенных в 2014 году.
Первые почтовые марки, изданные специально для Южной Георгии (1963)[≡]

### Современность
В октябре 1985 года колония Зависимые территории Фолклендских островов была преобразована в заморскую территорию Великобритании Южная Георгия и Южные Сандвичевы Острова и с 1986 года (Sc #101) её почтовые марки содержат полное название территории — англ. South Georgia and (the) South Sandwich Is(lands).
Единственными постоянными жителями Южной Георгии ныне являются чиновник британского правительства (British Government Officer), уполномоченный почтмейстер (Deputy Postmaster) и небольшой персонал открытого в 1992 году для туристов музея Южной Георгии в Грютвикене. В настоящее время в описанном регионе продолжают функционировать четыре британских почтовых отделения: на Южной Георгии, а также на антарктических станциях Ротера (Земля Грейама), Сигню (Южные Оркнейские острова) и Халли (Земля Котса).
Реальная почтовая активность на территориях, впрочем, исчерпывается потребностями немногочисленного персонала сезонных и постоянных полярных станций Великобритании (на Южной Георгии их две), экспедиций, экипажей морских судов и туристов. Поэтому практически все тиражи местных знаков почтовой оплаты имеют коммерческие цели и продаются филателистам: антарктическая филателия является одной из самых популярных тем коллекционирования.
Выпуск собственных почтовых марок — важный источник дохода заморской территории и одно из свидетельств утверждения там британского суверенитета.